# Règlement P-6
Règlement antimasque
Lire en ligne

Règlement modifiant le Règlement sur la prévention des troubles de la paix, de la sécurité et de l’ordre publics, et sur l’utilisation du domaine public)

Le Règlement modifiant le Règlement sur la prévention des troubles de la paix, de la sécurité et de l’ordre publics, et sur l’utilisation du domaine public (R.R.V.M., c. P-6), plus communément appelé le Règlement P-6, était un règlement municipal de la Ville de Montréal encadrant les manifestations et le port du masque sur le territoire de la ville. Amendé le 18 mai 2012, deux de ses articles sont invalidés par la Cour supérieure du Québec en 2016. Le règlement, devenu inutile, est abandonné par la Ville de Montréal en 2019.
Sanctionné en pleine Grève étudiante québécoise de 2012, en parallèle à la Loi 78 sanctionnée le même jour, le règlement P-6 se veut une réaction visant à réglementer les nombreuses manifestations ponctuelles qui ont un lieu sans l'accord des autorités pendant la grève et de permettre l'identification de contrevenants grâce à l'interdiction du port du masque en public.
L'ensemble des accusations portées envers des manifestants en vertu de ce règlement seront progressivement abandonnées par la couronne, jusqu'à être entièrement retirées. Une décision avait précédemment été rendue par un juge de la cour municipale, qui remettait en question l'applicabilité du règlement P6.   